# Törpök (Középfölde)
A törpök J. R. R. Tolkien A Gyűrűk Ura című művében szereplő kitalált faj.
Középfölde egyik legősibb népe a törpöké. Aule, a vala teremti meg őket, előbb, mint Ilúvatar a tündéket – ezzel azonban Ilúvatar szándéka ellen cselekszik, és a törpöket kénytelen mély álomba szenderíteni, amíg Ilúvatar teremtményei meg nem jelennek Középföldén.
A törpök rendkívül hosszú ideig élnek; izmos, zömök szerzetek. Magasabbak, mint a hobbitok, de tömzsibbek. Asszonyaik mindenben annyira hasonlítanak a törp férfiakhoz, hogy más népek még a létezésüket is kétségbe vonják. Ennek ellenére léteznek: Tolkien egyet említ közülük, Díst, Thráin leányát.
A törpök messzi földön híresek harciasságukról és bányászatukról, kő- és fémmegmunkáló képességük pedig legendás. Ők készítik a legkiválóbb fegyvereket és ékszereket. Föld alatt élnek, roppant városokban, amelyet a hegyek gyomrába vájtak.  Khazad-dûm volt a legfontosabb törpváros; még Halhatatlan Durin, a legelső törp alapította. Az általa megkezdett munkát törpök számos nemzedéke folytatta: szorgalmasan bányásztak, folyamatosan nagyobbították és hosszabbították a barlang- és járatrendszereket, gyakorlatilag kivájták a hegyeket; a labirintus a Ködhegység egyik oldalától a másikig, a gyökerétől majdnem a csúcsokig terjedt.
Amikor Sauron orkhordái lerohanták a Mória kapuja előtt elterülő Eregiont, a törptárna valamennyi kapuját lezárták. A következő háromszáz évben a törpök folytatták a bányászatot, hiszen ráakadtak egy igen ritka fémre, a mithrilre, ami könnyebb a tollnál, de keményebb a gyémántnál. A teléreket követve egyre mélyebbre hatoltak a Caradhras gyomrába, mígnem aztán szabadon engedték az ősi világ egyik démonját, Morgoth balrogját. A következő évben a balrog megölte VI. Durint, Khazad-dûm akkori királyát, majd az örököst, Náint is. Ezt követően a törpök elmenekültek őseik barlangjaiból. A Ködhegység orkjai fokozatosan beszivárogtak az elhagyatott katakombákba, és lassanként elfoglalták a föld alatti várost.
A törpök egyik nagyobb csoportja, melynek Thrór volt a vezére, Ereborban (Magányos hegy) telepedett le, és ott is maradt, amíg Smaug el nem űzte őket. Ekkor Thrór elindult szerencsét próbálni. A balsors elvezette Khazad-dûmhoz, belépett ősei elhagyatott otthonába, ahol az orkok meggyilkolták. Olyan álnok módon végeztek vele, hogy a törpök lelkében fellobbant a harag és a bosszú lángja. Thrór fia, II. Thráin összegyűjtötte a törpöket, és megindította az orkok elleni háborút. Hosszú csaták után a törpök kiűzték az orkokat Móriából. Ezt követően Balin vezetésével a törpök ismét letelepedtek Khazad-dûmban. Eleinte minden rendben ment, megkezdődött a helyreállítás. Azután sokáig senki sem hallott a törpökről, egészen addig, amíg a Gyűrű Szövetsége arra nem kényszerült, hogy átkeljen az ősi tárnák labirintusán.

## A „törp” elnevezés
Tolkien a műveiben az angol „dwarf” (törpe) szó többesszámaként rendhagyóan a „dwarves” szót használta („dwarfs” lenne a helyes). Ezt a fordításban úgy adta vissza a neveket megteremtő Réz Ádám, hogy a törpe szó helyett a törp alakot használta.

## A törpök nyelve
A törpök saját nyelvet beszélnek, a khuzdult. Tolkien e nyelvet a sémi nyelvek mintájára, azok sajátosságai alapján alkotta meg.
A törpök nem szívesen osztják meg nyelvüket idegenekkel, sőt még a valódi nevüket is igyekszenek eltitkolni. E szokásuk miatt nagyon kevés khuzdul szó ismert; a nyelv nehezen kutatható.
A Gyűrűk Urában három khuzdul mondat szerepel, amelyek közül az első kettő egy kifejezésként ragadt meg a köztudatban. Ez a törpök csatakiáltása: Barûk khazâd! Khazâd aimenu! – A törpök fejszéi! Rajtatok a törpök! A másik mondat Balin sírjának felirata a Khazad-dûm mélyén lévő Mazarbûl Termében: Balin Fundinul uzbad Khazad-Dûmu – Fundin fia, Balin, a Törp-tárna ura. E mondatok hiányos jellege is megnehezíti a nyelv megismerését.
A törpök és a pici-törpök közötti ellentét egyik feltételezett alapja az, hogy a pici-törpök „bőkezűbben” bántak a törp nyelvvel: Mîm meg sem próbálta eltitkolni saját és fiai nevét Túrin és társai elől.

## Nevezetes törpök
Mîm – Mîm a Noegyth Nibin (pici-törpök) egyik utolsó tagja – hogy legutolsó-e, az vitatott. Túrin haramiái az Elsőkor 486. évében fogságba ejtették. Csak úgy tudta megmenteni az életét, hogy elvezette őket az Amon Rûdh alatt lévő csarnokokba. Fiával, Ibunnal és a haramiákkal együtt egy évig maradt odalent. Közben összebarátkozott Túrinnal. 487 telén elfogták az orkok. Ekkor, hogy mentse magát, ismét elárulta Bar-en-Danwedhet, az Amon Rûdh alatti barlangokat. 501-ben, Glaurung távozása után Nargothrond romjai között telepedett le. Itt ölte meg Húrin, aki így állt bosszút fia, Túrin elárulásáért.
Khîm – A Noegyth Nibin egyik utolsó tagja, Mîm fia. Túrin egyik haramiájának nyílvesszője végzett vele.
Ibun – A Noegyth Nibin egyik utolsó tagja, Mîm fia. Apjával együtt előbb Túrin, majd az orkok fogságába esett. Nem egyértelmű, hogy előbb hunyt-e el, mint az apja.
II. Thorin, a Tölgypajzsos – Durin népének királya a száműzetésben. Fiatal korában bátran harcolt az azanulbizari csatában, ezt követően apjával, II. Thráinnal, és népével, az Ered Luinhoz ment. 2845-ben, Thráin eltűnését követően ő lett Durin népének királya. Száz éven keresztül próbálta virágzóvá tenni az Ered Luinban élő törp közösséget. 2941-ben találkozott Gandalffal, és elhatározta, hogy visszaszerzi Erebort Smaugtól. Vállalkozása sikeres volt, de nem sokkal később, az Öt Sereg Csatájában elesett.
Balin – Fundin első fia, Dwalin testvére. Khazad-dûm Ura. (E címet saját maga ruházta fel magára.) Thráin, később Thorin követője. 2841-ben elkísérte Thráint végzetes útjára. Egy évszázaddal később Thorin társaságának tagja volt. Szmóg pusztulása után Ereborban telepedett le, de 2989-ben, több törppel, Khazad-dûmba ment, ahol kolóniát alapított. Öt évvel később Azanulbizarban ölték meg az orkok – ami egy naplóból derül ki a Gyűrűk Urában.
Dwalin – Fundin második fia, Balin testvére. Thráin egyik társa a vándorlások során. Később Thorin csapatának egyik tagja. Ereborban telepedett le.
Fili – Dís fia, II. Thorin kuzinja Thorin csapatának tagja. Testvérével, Kilivel együtt akkor vesztette életét, amikor az Öt Sereg Csatájában megpróbálta megvédeni Thorin testét.
Kili – Dís fia, II. Thorin kuzinja Thorin csapatának tagja. Testvérével, Filivel együtt akkor vesztette életét, amikor az Öt Sereg Csatájában megpróbálta megvédeni Thorin testét.
Dori – Thorin csapatának tagja. Az expedíció után Ereborban telepedett le.
Ori – Thorin csapatának tagja. Az expedíció után kezdetben Ereborban élt, majd Balinnal Khazad-dûmba ment. Ott vesztette életét, amikor a Mazarbul Csarnokában lévő törpöket védte.
Nori – Thorin csapatának tagja.
Óin – Gróin idősebbik fia. Tagja volt Thorin csapatának. Később Ereborban élt. Balinnal átment Khazad-dûmba, ahol aztán 2994-ben a Tó Őre végzett vele.
Glóin – Törp Durin vérvonalából, Gróin fia, Gimli apja. Thráin és Thorin társa volt az azanulbizari csata után. Thorin csapatának is tagja, ennek az expedíciónak köszönhetően meggazdagodott. 3018-ban Gimlivel Völgyzugolyba ment, hogy tanácsot kérjen Elrondtól, az erebori törpöknek. Részt vett Elrond tanácskozásán.
Bofur – Thorin csapatának tagja volt. Bár Khazad-dûmból származott, nem tartozott Durin leszármazottjai közé.
Bombur – Thorin csapatának tagja. Bár Khazad-dûmból származott, nem tartozott Durin leszármazottjai közé. Mindig is kövér volt, de élete végére annyira meghízott, hogy mozdulni sem bírt. Hat törp kellett ahhoz, hogy megemeljék.
Gimli – Törp Durin vérvonalából. Glóin fia. Ifjúkorát vélhetőleg Ered Luinban töltötte, majd 2941-ben Ereborba ment. 3018-ban elkísérte apját Imladrisba. Ott kiválasztották, hogy képviselje a törpöket a Gyűrű Szövetségében. Ő volt az első törp, aki Durin kora óta belépett Lórienbe. Galadriel feltétlen híve és Legolas közeli barátja lett. A Szövetség felbomlása után Legolasszal és Aragornnal Rohanba lovagolt, ahol elszántan küzdött a kürtvári csatában. Ez követően átkelt a Holtak Ösvényén, átment Minas Tirithbe. Harcolt a pelennori csatában, részt vett a Morannon melletti harcban is. A Gyűrűháború után a Csillogó Barlangok (Aglarond) ura lett, majd Legolasszal átkelt a tengeren túlra. Példa nélküli tettére csupán az lehet a magyarázat, hogy őszintén szerette Legolast és Galadrielt. Tünde-barátnak hívták.
Halhatatlan Durin – Törp, a Hét Atyák egyike és Durin népének legidősebb, legtiszteltebb tagja. Az Első Korban élt. Ő nevezte el Azanulbizart és fontosabb részeit, ő kezdte meg Khazad-dûm építését. Nagyon sokáig élt, ezért Halhatatlan Durinnak is hívták. A törpök hite szerint egy nap fel fog támadni.
VI. Durin – Durin népnek és Khazad-dûmnak királya. Abban az időben uralkodott, amikor a balrog elszabadult, és megölte őt.
Náin – Durin házából való törp. Grór fia, Vaslábú Dáin apja. Az azanulbizari csatában Azog ölte meg.
I. Thráin – Durin népének királya. Khazad-dûmból Ereborba vezette a népét, ahol 1999-ben megalapította a Hegy Alatti Királyságot, és megtalálta az őskövet.
I. Thorin – Durin népének királya. Számos törpöt vezetett át Ereborból az Ered Mithrinhez.
Glóin – Durin népének királya az Ered Mithirnben.
Óin – Durin népének királya az Ered Mithirnben.
I. Náin – Khazad-dûm ura és királya, a balrog ölte meg.
I. Dáin – Durin népének királya. Ered Mithrinben álló palotájában végzett vele egy hidegsárkány.
Borin – II. Náin második fia. A Szürke-hegyekben élt, majd átment Ereborba.
Thrór – Durin népének királya. A sárkányok fenyegetése miatt visszavezette népét az Ered Mithrinből Ereborba. Onnan azonban Szmóg elűzte, ekkor délre indult. 2790-ben elhagyta népét és vándorútra ment. Amikor visszatért Khazad-dûmba, megölték.
Frór – I. Dáin második fia. Az apjával együtt halt meg Ered Mithirnben, egy sárkány végzett velük.
Grór – I. Dáin legifjabb fia. Náin apja. Ő alapította meg a vasdombi törpbirodalmat.
Farin – Törp Durin dinasztiájából, Borin fia, Fundin és Gróin apja.
II. Thráin – Törp, Durin népének királya a száműzetésben. Az orkok ellen vívott háborúban ő vezette a törpöket, az azanulbizari csatában elvesztette látását egyik szemére. 2841-ben az arany utáni vágya arra ösztönözte, hogy néhány társával elhagyja Ered Luint és Ereborba menjen. Utazása során számos gonosz lénnyel találkozott. Szauron fogságába esett, aki Dol Guldurban bezárta. Öt éven keresztül kínozták, elvették tőle a Hatalom Gyűrűjét. Mielőtt meghalt, átadta Gandalfnak Erebor oldalkapujának kulcsát.
II. Náin – Durin népének királya az Ered Mithrinben.
Fundin – Törp Durin vérvonalából. Farin fia, Balin és Dwalin apja. Az azanulbizari csatában esett el.
Gróin – Farin második fia, Óin és Glóin apja.
Frerin – II. Thráin második fia, II. Thorin öccse. Amikor Szmóg megtámadta a törpkirályságot, családjával együtt Ereborba menekült, és Durin népével vándorolt, míg végül elesett az azanulbizari csatában.
Dís – II. Thráin harmadik gyermeke és egyetlen lánya, Fíli és Kíli anyja.
II. Dáin, a Vaslábú – Durin népének királya. Nagy harcos, először azzal hívta fel magára a figyelmet, hogy az azanulbizari csatában megölte Azogot. Később a Vas-dombok törpjeinek királya lett. 2941-ben sereget vezetett II. Thorin és az ostromlott Erebor megsegítésére. Vezérként részt vett az Öt Sereg Csatájában. Miután Thorin elesett, mint jogos örököse, Dáin lett Durin népének királya, a Hegy Alatti Királyság ura. A Gyűrűháború során a suhatagi csatában vesztette életét.
III. Thorin, a Kősisakos – Durin népen királya Ereborban. Szauron bukását követően, II. Barddal közösen, megfutamította az Erebort ostromló keletlakók hadát. A Negyedkorban pedig visszafoglalta Khazad-dûmot, atyái csarnokát.